# Jonathan Stockhammer
Jonathan Stockhammer (né le 21 décembre 1969 à Hollywood, Californie) est un chef d'orchestre américain installé en Allemagne.

## Carrière
Jonathan Stockhamer a étudié le chinois et les sciences politiques avant de se consacrer à ses études musicales, obtenant un diplôme de composition à l'Université de Californie, Los Angeles et de direction à l'Université de Californie du Sud. Il a étudié à l'Académie musicale Chigiana de Sienne (1995/96) et au Centre de Musique Tanglewood (1999). Il compte parmi ses mentors Peter Eötvös, Daniel Lewis, Robert Spano, Jorma Panula, Myung-Whun Chung et Esa-Pekka Salonen.
À la fin de ses études, Jonathan Stockhammer s'est installé en Allemagne où il a commencé à collaborer avec de nombreux orchestres comme l'Orchestre symphonique de la radio de Stuttgart, l'Orchestre symphonique de la WDR de Cologne, l'Orchestre philharmonique de Radio France, l'Orchestre philharmonique de la radio néerlandaise, ainsi que l'Orchestre philharmonique d'Oslo, l'Orchestre National de France, l'Orchestre symphonique métropolitain de Tokyo, l'Orchestre symphonique de Sydney, l'Orchestre philharmonique d'Essen , l'Orchestre philharmonique tchèque, le Deutsche Kammerphilharmonie (Brême), et l' Ensemble Resonanz (Hambourg). Il a été le chef invité régulier de l'Opéra National de Lyon.
En 2013, Jonathan Stockhammer a dirigé à la New York City Opera l'opéra de Thomas Adès "Powder Her Face", en collaboration avec le metteur en scène Jay Scheib.
Dans le domaine de la musique contemporaine, Jonathan Stockhammer a beaucoup travaillé avec l'Ensemble Modern,, MusikFabrik , et comme chef d'orchestre en résidence du Collegium Novum de Zürich (depuis 2013/14). 
Depuis qu'il s'est installé en Allemagne en 1998, Jonathan Stockhammer a dirigé de nombreuses créations mondiales de Wolfgang Rihm, Pascal Dusapin, Hans Abrahamsen, Heiner Goebbels, Chaya Czernowin , Philip Glass et Brian Ferneyhough. 
Il s'est produit dans des festivals de musique contemporaine comme le Donaueschingen Festival , le Ultraschall Berlin , la Biennale de Venise, le Festival de Schwetzingen  et le Festival de Salzbourg..
Une grande partie du travail de Jonathan Stockhammer dépasse les classifications classiques, par exemple son enregistrement et ses concerts de la musique de Frank Zappa, sa collaboration avec le duo de jazz Chick Corea et Gary Burton  ou avec le percussionniste Peter Erskine, les Pet Shop Boys, le slameur-poète Saul Williams ou le saxophoniste/compositeur suédois Mats Gustafsson.

## Discographie
- Thierry Pécou: Symphonie du Jaguar, Vague de Pierre . Harmonia Mundi. (2010). (Diapason d’or et Grand Prix du Disque de l'Académie Charles Cros, 2010)
- Wolfgang Rihm: Symphonies no 1 et 2, Nachtwach, Vers une symphonie fleuve III, Raumage. Hänssler. (2008)
- Chick Corea & Gary Burton: The New Chrystal Silence. Concord/Universal Music Group. (2007) (Grammy 2009)
- Pascal Dusapin: Faustus, the last night. (2007) (Victoire de la Musique 2007, Prix Choc, Prix François Reichenbach)
- Marcus Hechtle: Screen, Sätze mit Pausen, Klage, Blinder Fleck, Still. (2007)
- Enno Poppe: Interzone. Kairos. (2006)
- Neil Tennant/Chris Lowe: The Battleship Potemkin (album).Parlophone. (2005)
- Frank Zappa: Greggery Peccary and other Persuasions. Rca Red Seal (Sony Music). (2003) (Echo Klassik 2004)
- Ensemble Modern: Mit Werken aus dem Nachwuchsforum der Gesellschaft für Neue Musik. Wergo/Schott Music. (2001)

## Prix
- 1996, Kirill Kondrashin Prix
- 1996, prix de l'Académie musicale Chigiana de Sienne
- 2002, ECHO Klassik
- 2007, Victoire de la musique
- 2007, Le Choc / Monde de la Musique
- 2009, Grammy Award
- 2010, Diapason d’or
- 2010, Grand Prix du Disque / Académie Charles-Cros